# Wu-Tang Chamber Music
Wu-Tang Chamber Music è una raccolta del gruppo hip hop statunitense Wu-Tang Clan, pubblicata nel 2009.
Su Metacritic ha un punteggio di 75/100.
| Recensione | Giudizio |
| ---------- | -------- |
| AllMusic   | [ 1 ]    |
| RapReviews | [ 2 ]    |
| Pitchfork  | [ 2 ]    |

## Tracce
1. Redemption – 1:11 – The Revelations, Bob Perry, Noah Rubin
2. Kill Too Hard (Inspectah Deck & U-God featuring Masta Ace) – 2:49 – Fizzy Womack, Gintas Janusonis
3. The Abbot (RZA) – 1:15 – The Revelations, Bob Perry, Noah Rubin
4. Harbor Masters (Ghostface Killah & Inspectah Deck featuring AZ) – 3:52 – Fizzy Womack, Andrew Kelley, Noah Rubin
5. Sheep State (RZA) – 0:38 – The Revelations, Bob Perry, Noah Rubin
6. Radiant Jewels (Raekwon featuring Cormega & Sean Price) – 2:36 – Fizzy Womack, Andrew Kelley, Noah Rubin
7. Supreme Architecture (RZA) – 1:17 – The Revelations, Bob Perry, Noah Rubin
8. Evil Deeds (Ghostface Killah & RZA featuring Havoc) – 3:37 – Fizzy Womack, Andrew Kelley, Noah Rubin
9. Wise Men (RZA) – 0:58 – The Revelations, Bob Perry, Noah Rubin
10. I Wish You Were Here (Ghostface Killah featuring Tre Williams) – 3:40 – Fizzy Womack, Bob Perry
11. Fatal Hesitation – 1:29 – The Revelations, Bob Perry, Noah Rubin
12. Ill Figures (Raekwon featuring M.O.P. & Kool G Rap) – 2:53 – Fizzy Womack, Josh Werner
13. Free Like ODB (RZA) – 1:01 – The Revelations, Bob Perry, Noah Rubin
14. Sound The Horns (Inspectah Deck & U-God featuring Sadat X) – 3:15 – Fizzy Womack, Andrew Kelley, Noah Rubin, Gintas Janusonis, Josh Werner
15. Enlightened Statues (RZA) – 1:37 – The Revelations, Bob Perry, Noah Rubin
16. NYC Crack (RZA featuring Thea Van Seijen) – 3:20 – RZA, Fizzy Womack, Andrew Kelley
17. One Last Question... – 0:10 – Noah Rubin

## Classifiche
| Classifica (2009)         | Posizione massima |
| ------------------------- | ----------------- |
| US Independent Albums     | 3                 |
| US Top Rap Albums         | 4                 |
| US Top R&B/Hip-Hop Albums | 13                |